# Lehnssee
Der Lehnssee ist ein natürliches Gewässer im Gebiet der Stadt Biesenthal im Brandenburger Landkreis Barnim. Er liegt etwa vier Kilometer vom Stadtzentrum entfernt in der Oberheide, nahe der Nordgrenze von Biesenthal zum Ortsteil Finowfurt der Gemeinde Schorfheide.
Der Lehnssee befindet sich im NSG Finowtal-Pregnitzfließ. Er hat eine Fläche von 8,9 Hektar und ist von einer ausgedehnten Verlandungszone umgeben. Den Uferbereich säumt ein breiter Schilfgürtel. Der See ist durch Gräben mit dem Flusssystem der Finow verbunden, die 180 Meter westlich und nördlich am Lehnssee vorbeifließt.
Das Bestimmungswort geht vermutlich auf altpolabisch *Lačn- zu *laka mit der Bedeutung „Krümmung, Wiese in einer Flusskrümmung, Bucht“ zurück.